# Xanthorhoe mimica
Xanthorhoe mimica är en fjärilsart som beskrevs av Antonius Johannes Theodorus Janse 1933. Xanthorhoe mimica ingår i släktet Xanthorhoe och familjen mätare. Inga underarter finns listade i Catalogue of Life.